# Antonov (aéronautique)
Pour l’article homonyme, voir Antonov.
Antonov est un bureau d'études et de construction aéronautique ukrainien (anciennement soviétique, en russe : Авиационный научно-технический комплекс им. О.К.Антонова / АНТК им. О.К.Антонова) fondé le 31 mai 1946 par Oleg Konstantinovitch Antonov, sous le nom de OKB-153.
Très fécond, avec une production extrêmement variée, il s'est particulièrement illustré dans le domaine de l'aviation légère. Son An-2, produit depuis 1947 et encore en service, a eu un rôle majeur dans la mise en valeur de l'espace agricole et le désenclavement.
Parmi les réalisations récentes, on compte nombre de transporteurs lourds tels que l'Antonov An-124 et l'avion le plus lourd au monde, l'Antonov An-225 Mriya (désignation OTAN Cossack).
En mai 2015, le gouvernement ukrainien annonce son transfert au sein de la société d'État Ukroboronprom, associant l'ensemble des entreprises de défense ukrainiennes.

## Historique
Le 31 mai 1946, un décret du Conseil des ministres de l'Union soviétique décidait la création du bureau d'études no 153 près de l'usine de construction aéronautique de Novossibirsk et nommait Oleg Konstantinovitch Antonov à sa tête. Le même décret confiait à ce bureau le soin de concevoir un avion à vocation agricole qui devint plus tard l'Antonov An-2. En parallèle, les planeurs A-9 et A-10 furent développés et construits en petite quantité.
Au cours de l'été 1952, le bureau d'études fut transféré à Kiev. Fin 1953, il reçut une commande pour développer et fabriquer un avion de transport militaire bi-turbopropulseur. Le personnel spécialisé étant insuffisant pour mener cette tâche à bien, de nombreux anciens élèves de l'Institut aéronautique de Kharkov et des spécialistes de Kiev, Léningrad et Moscou furent embauchés dès début 1954. Cela permit de faire des progrès rapidement et le premier vol de l'Antonov An-8 eut lieu le 11 février 1956.
Au cours des 30 années qui suivirent, de nombreux avions civils et militaires virent le jour, dont des appareils destinés à être mis en œuvre dans des conditions extrêmes comme l'Antonov An-74, prévu pour opérer dans le grand nord et l'Antonov An-32 à vocation montagnarde. Les usines construites pouvaient prétendre atteindre les standards occidentaux.

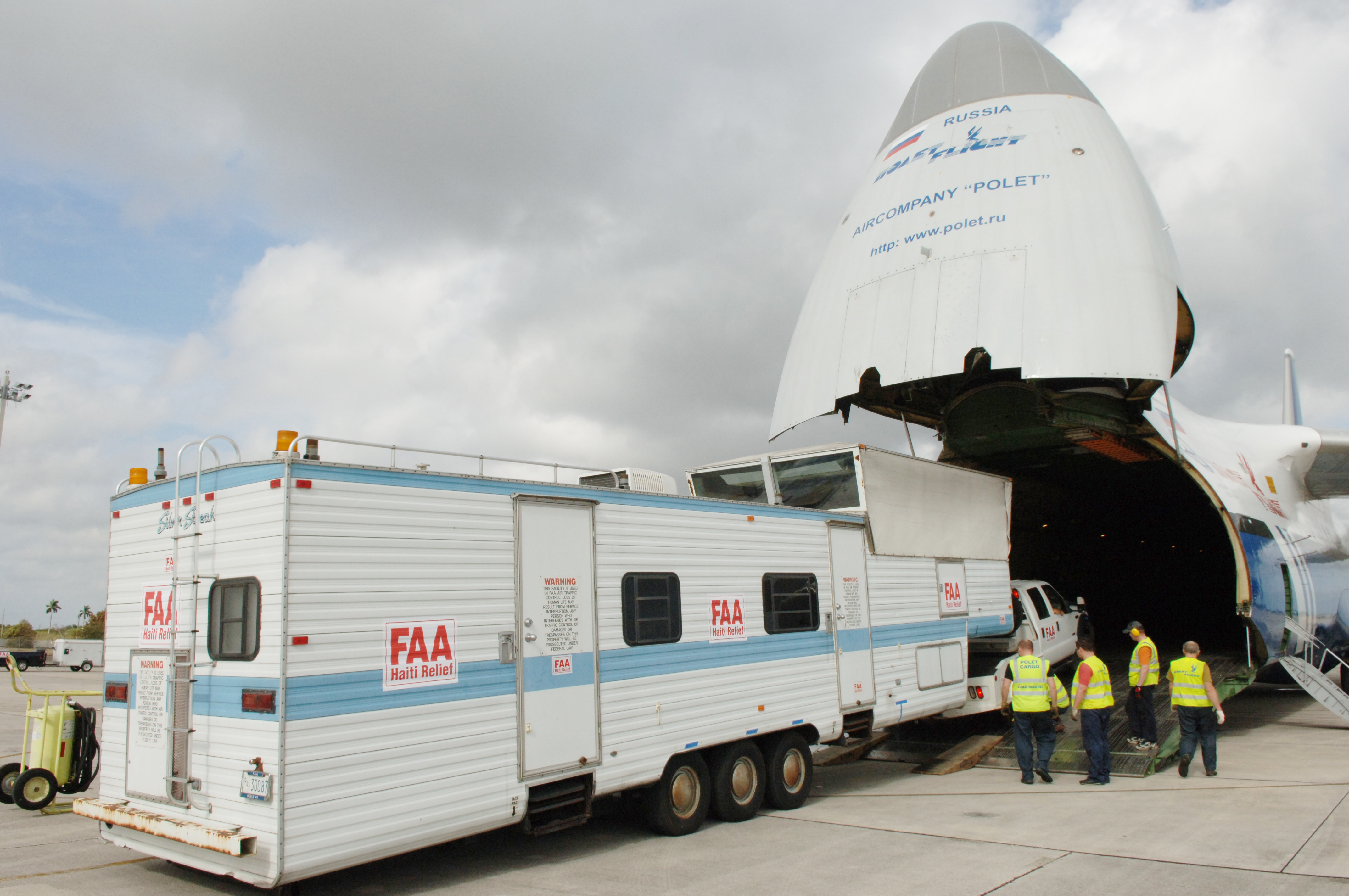
Une tour de contrôle « mobile » de la FAA est chargée dans un avion-cargo Antonov An-124, afin de rééquiper l'aéroport haïtien à la suite du tremblement de terre de 2010.

Au cours des années 1970, le bureau d'études se réorienta vers la construction d'avions de transport lourds. Ainsi commença en 1971 la conception de l'Antonov An-124 Ruslan, un avion-cargo long-courrier qui effectua son premier vol en 1982.
Après la mort d'Oleg Antonov le 4 avril 1984, le bureau d'études fut rebaptisé Antonov en son honneur. Il est dirigé jusqu'à 2005 par son successeur Piotr Vassiliévitch Balabouïev (en).
Peu de temps après, il se vit confier la construction d'un avion de transport polyvalent destiné à transporter des charges très lourdes (jusqu'à 250 t) et encombrantes. En tout juste 3 ans, l'Antonov An-225 fut développé et réalisé, accomplissant son premier vol en décembre 1988. Au mois de mai 1989, il transportait en configuration gigogne la navette spatiale Bourane à Baïkonour et au mois de juin suivant, il était présenté au salon du Bourget. Le nouvel Antonov An-225 était équipé de six réacteurs, il était plus long que le 124, et possédait deux dérives pour qu'elles soient dégagées des turbulences engendrées par la navette.
Cet aéronef constitue à l'heure actuelle l'épine dorsale de la Division Transport de l'entreprise Avialini Antonova Antonov Airlines. Cette entreprise avait été fondée en 1989, lorsque le gouvernement avait accordé l'autorisation d'effectuer des vols charters internationaux. C'est actuellement de facto la compagnie nationale ukrainienne.
Depuis les années 1990, l'entreprise construit aussi des véhicules tels que des tramways surbaissés, des trolleybus et des vélos de course.
Le 12 mai 2015, le gouvernement ukrainien annonce sa liquidation et son transfert au sein de la société d'État Ukroboronprom, une superstructure rassemblant l'ensemble des entreprises de défense ukrainiennes. Des sites d'information proches du gouvernement russe tels que RT News ou Sputnik ont faussement relayé la disparition du constructeur, qui a été démentie par Antonov et le gouvernement ukrainien,.
Le 31 mars 2017, un prototype d’un nouvel avion multifonctionnel de transport Аn-132 — un avion démonstratif Аn-132 D – s’est envolé pour la première fois d’une piste de l’aéroport Sviatochyn. Le programme de son développement a été réalisé dans le cadre du contrat avec le client de l'Arabie saoudite.
Le 24 février 2022, le premier jour de l'invasion russe à grande échelle, l’aérodrome Kyiv-Antonov-2 à Hostomel, lieu de vols d’essai de l'entreprise Antonov et de stationnement des avions d’Antonov Airlines, a subi des premières attaques. Quand l’armée ukrainienne a repris Hostomel, l’aérodrome était devenu quasiment méconnaissable après le passage des Russes. Les avions An-26, An-74 et un bâtiment administratif ont été détruits. Les avions An-225, An-12, An-22, An-28, An-132D et An-124-100-150 ont été gravement endommagés, ainsi que les hangars et tous les autres infrastructures.
Le Service de sécurité d’Ukraine a établi que Sergiy Bytchkov, l’ancien directeur général d’Antonov, avait fermé l'accès à l’aéroport de la Garde nationale ukrainienne lors des mois de janvier et février 2022 et avait empêché la construction des fortifications.
Les enquêteurs tiennent la négligence de Bytchkov pour la cause principale de perte de Mriya, parce que l’avion aurait pu être envoyé en Allemagne bien avant l’invasion russe. Au mois de mars 2023, Bytchkov a été arrêté, et au mois d’avril il est officiellement inculpé pour la perte de l'An-225 Mriya et des dégâts de 8,4 milliards de hryvnia subis par l'entreprise,,.

## La reconstruction de Аn-225Mriya

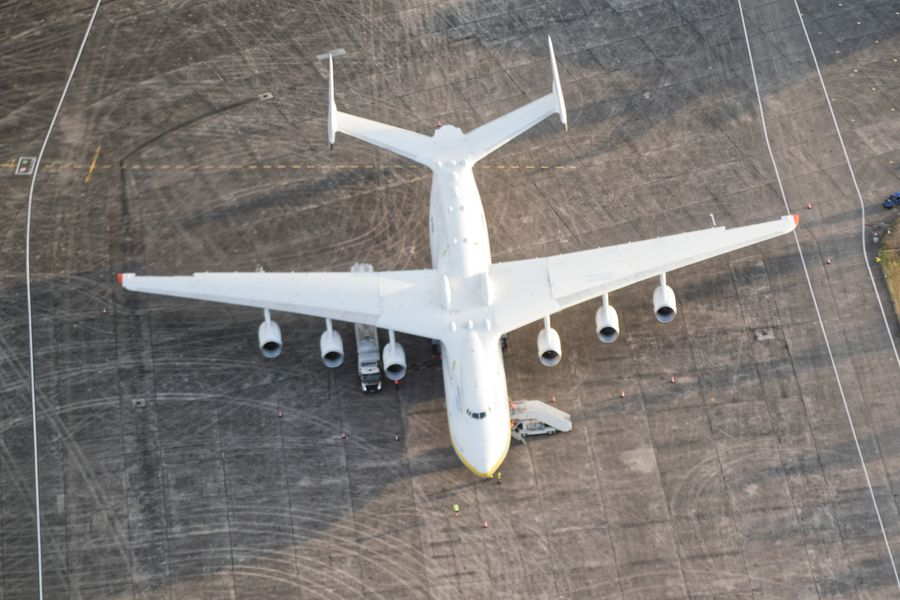
АN-225 Mriya

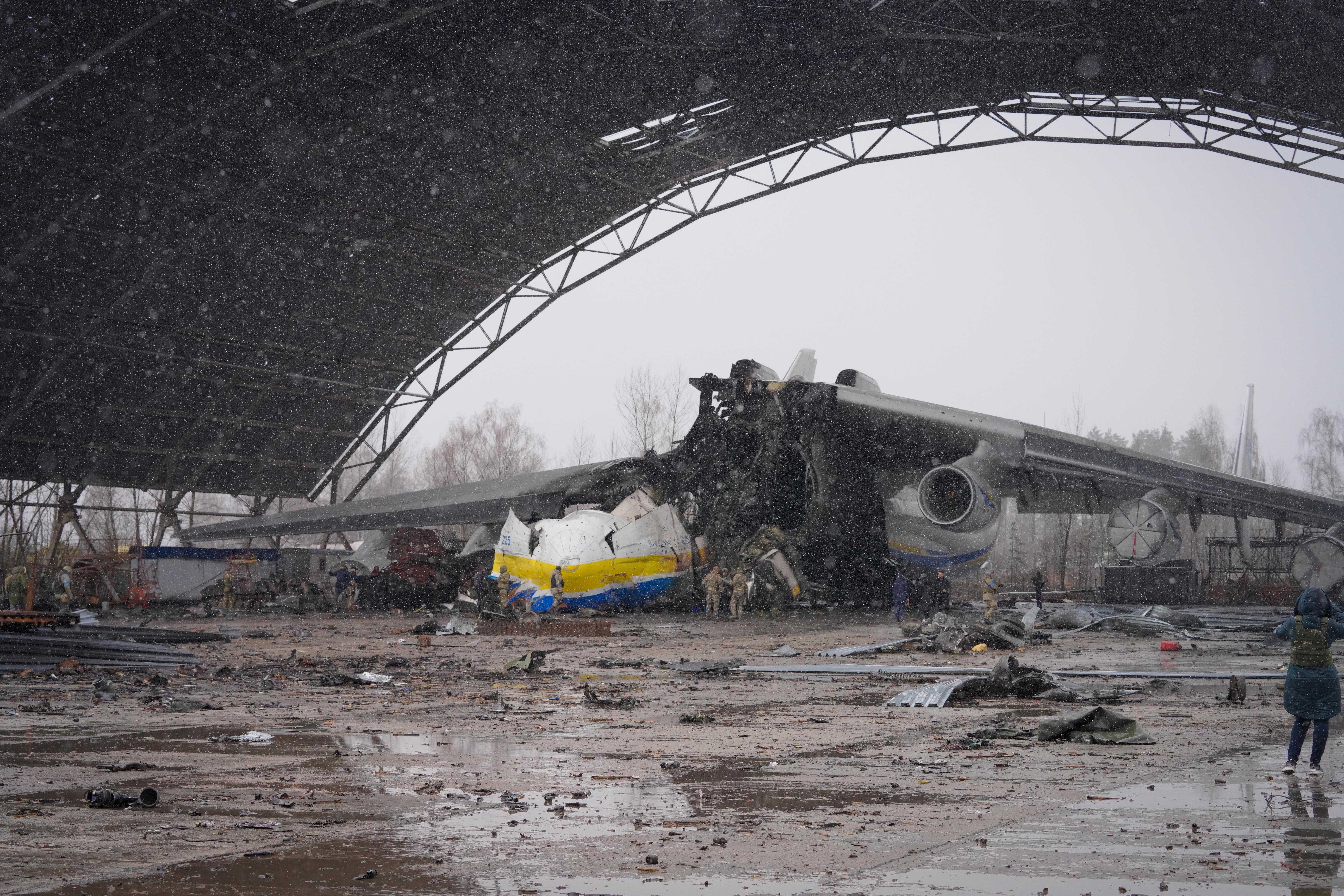
Le même après sa destruction

La reconstruction du fameux Mriya est un des projets prioritaires de l’entreprise.
Au mois de mai 2022, le président ukrainien Volodymyr Zelenskyi a souligné que la reconstruction d’Аn-225 constituait pour l’Ukraine une question d’image et serait un symbole d’hommage à tous les pilotes qui ont perdu leurs vies pendant la guerre russo-ukrainienne.
Un nouveau Mriya ne sera pas intégralement construit : un deuxième fuselage existe déjà. L'état des pièces de l’avion endommagé est analysé et celles qui pourraient être réutilisées sont prélevées, comme l’arrière, l’empennage, les ailes, les moteurs.
L’équipe du projet à déjà réalisé le plan technique de l’avion, travail assez complexe et difficile.
Les dirigeants d’Antonov assurent que ces nouveaux développements seront utilisés pour d’autres projets d'avions prometteurs, et le nouveau Mriya pourra apporter au moins 30 millions de dollars de profit par an et sera rentabilisé en 15 ans.
Le budget final du projet de la reconstruction n’est pas encore connu, et fait toujours l'objet de calculs. Le montant dépend de plusieurs facteurs, par exemple, là où les pièces seront fabriquées (avec les propres ressources d’Antonov ou en coopération avec des partenaires sous-traitants), quelle partie de pièces de l’exemplaire détruit pourra être utilisée pour un nouvel avion, quelle sera la logistique de livraison des pièces individuelles, des blocs etc.
D'ores et déjà, les donateurs internationaux sont prêts à fournir le soutien financier pour la reconstruction de Mriya. Pour le moment, aucun financement ou dotation du budget d’État pour ce projet n’est prévu.
Le 27 février, un nouveau contenu téléchargeable (DLC) sur An-225 Mriya pour Microsoft Flight Simulator a été présenté. C’est la première opération conçue pour attirer de l’argent pour la reconstruction de Mriya. Ce résultat a été atteint grâce à une collaboration entre Microsoft Flight Simulator et Antonov, la contribution active du ministère de transformation numérique dirigé par Mykhaїlo Fédorov, et bien sûr l’expertise des pilotes et des ingénieurs d’Antonov. Tout le profit de la vente de Mriya add-on pour Microsoft Flight Simulator sera transféré par Microsoft sur un compte spécial destiné à la reconstruction d’An-225.

## Liste des avions Antonov

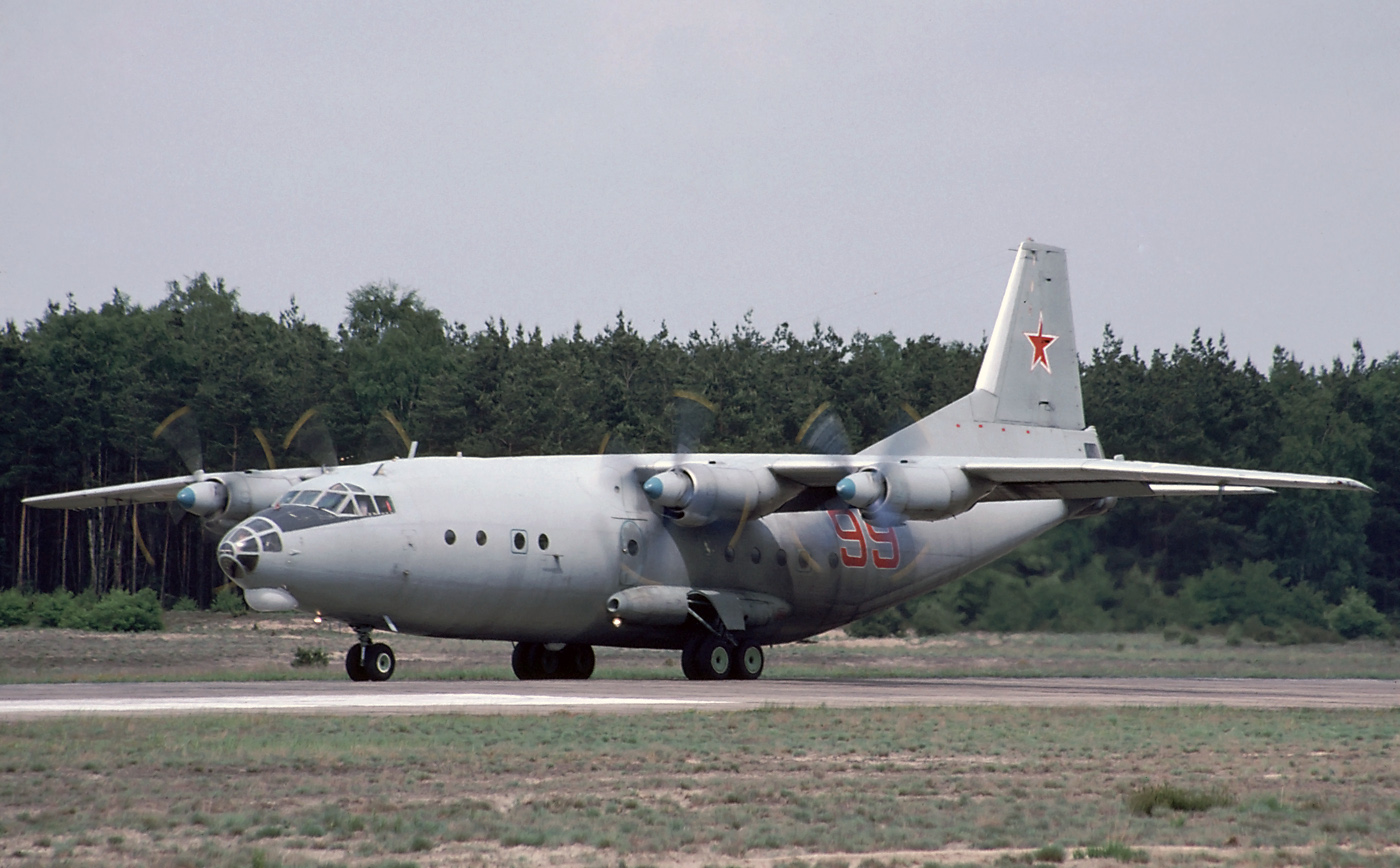
Antonov 12.

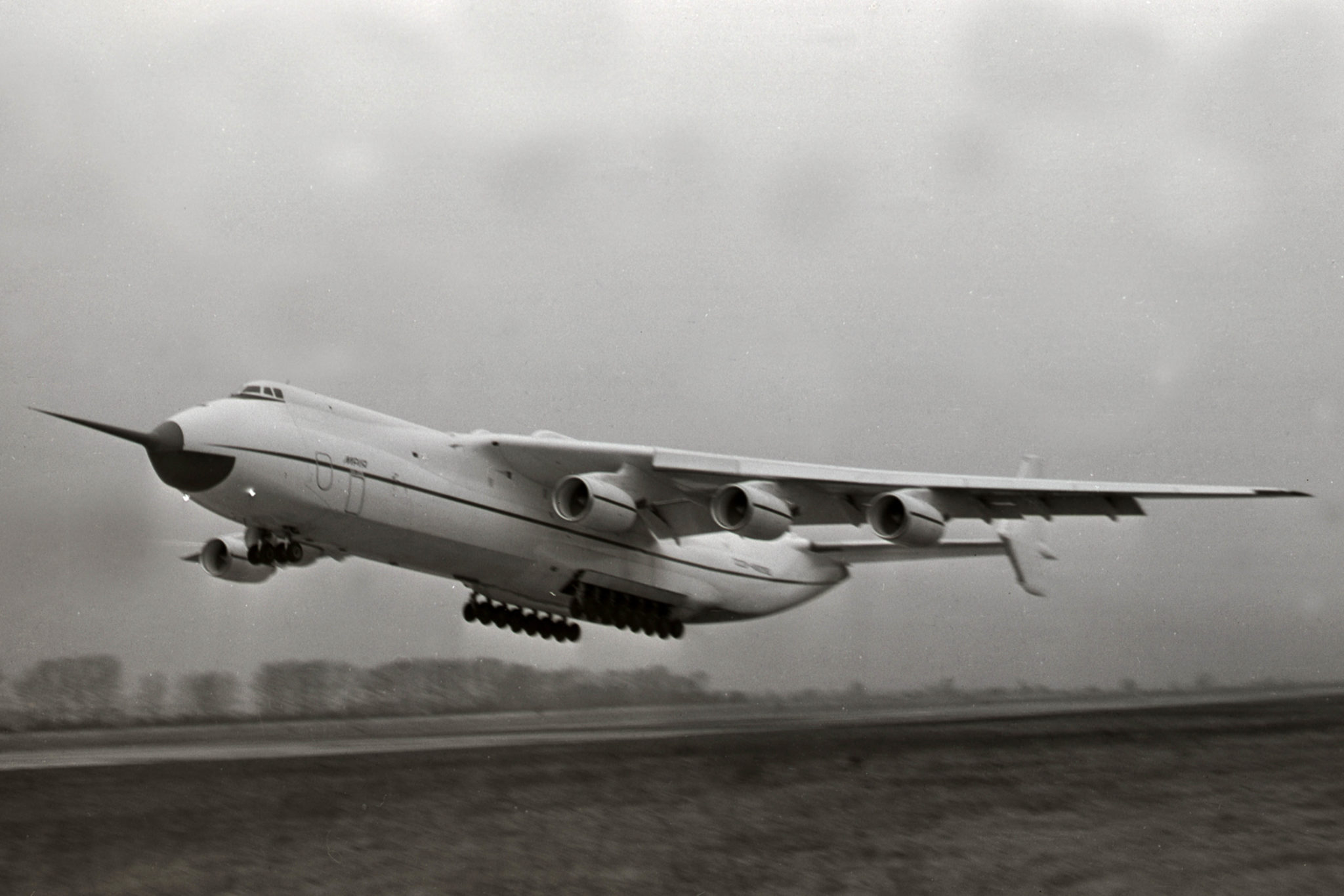
Antonov 225.

Voici une liste des avions Antonov donnée par le constructeur :
- A-2 : planeur.
- A-7/RF-8 : planeur cargo.
- A-11 : planeur de voltige.
- A-13 : planeur de voltige, variante à réacteurs de l'A-11.

| Avion                | Surnom       | Premier vol | Notes                                                                                        |
| -------------------- | ------------ | ----------- | -------------------------------------------------------------------------------------------- |
| A-40                 | Krylaty Tank | 1942        | Char d'assaut T-60 muni d'une voilure.                                                       |
| An-2                 | Kukuruznik   | 1947        | Biplan polyvalent, construit à plus de 15 000 exemplaires.                                   |
| An-2-100             | Kukuruznik   | 2013        | Une version améliorée de l'An-2 adaptée à un moteur au kérosène au lieu du Avgas.            |
| An-3                 |              | 1980        | An-2 avec un moteur turbopropulseur.                                                         |
| An-4                 |              | 1951        | An-2 amphibie.                                                                               |
| An-6                 | Meteo        | 1948        | Version reconnaissance météo An-2.                                                           |
| An-8                 |              | 1956        | Turbopropulseur moyen-courrier militaire.                                                    |
| An-10                | Ukraina      | 1957        | Turbopropulseur moyen-courrier, transport de passagers.                                      |
| An-11                |              |             | Version motorisé du planeur A-11 glider.                                                     |
| An-12                |              | 1957        | Turbopropulseur moyen-courrier militaire.                                                    |
| An-13                |              | 1962        | Version motorisé du planeur A-13M.                                                           |
| An-14                | Pchelka      | 1958        | Transport de passagers à décollage court.                                                    |
| An-20                |              |             | Avion léger avec un moteur à piston et un turbocompresseur développé à partir du Cessna 210. |
| An-22                | Antei        | 1965        | Avion cargo turbopropulseur.                                                                 |
| An-24                |              | 1959        | Moyen-courrier polyvalent.                                                                   |
| An-26                |              | 1969        | Moyen-courrier polyvalent.                                                                   |
| An-28                |              | 1974        | Évolution de l'An-14, turbopropulseur.                                                       |
| An-30                |              | 1967        | Variante de l'An-24 pour photographie aérienne.                                              |
| An-32                |              | 1976        | Variante cargo modernisée de l'An-26.                                                        |
| An-34                |              | 1961        | Avion de transport militaire développé à partir de l'An-24.                                  |
| An-38                |              | 1994        | An-28 agrandi, remotorisé avec systèmes électriques modernisés.                              |
| An-40                |              | annulé      | Avion de transport militaire développé à partir de l'An-12.                                  |
| An-44                |              |             | Projet d'avion cargo développé à partir de l'An-24.                                          |
| An-50                |              | annulé      | An-26 quadriréacteur.                                                                        |
| An-51                |              |             | Avion à moteur à piston civil.                                                               |
| An-52                |              |             | Bimoteur à piston civil léger.                                                               |
| An-70                |              | 1994        | Transport tactique militaire.                                                                |
| An-71                |              | 1985        | Variante AWACS de l'An-72.                                                                   |
| An-72                | Cheburashka  | 1977        | Transporteur militaire à décollage court.                                                    |
| An-74                | Cheburashka  | 1983        | Variante civile de l'An-72.                                                                  |
| An-88                |              |             | Projet d'une variante reconnaissance de l'An-72, projet inachevé.                            |
| An-91                |              |             | Bimoteur développé à partir du Cessna 310.                                                   |
| An-102               |              |             | Avion léger d'épandage.                                                                      |
| An-122               |              |             | Développement avancé de l'An-22                                                              |
| An-124               | Ruslan       | 1982        | Transporteur lourd.                                                                          |
| An-126               |              |             | Projet d'avion de transport lourd.                                                           |
| An-132               |              | 2017        | Avion de transport fait à partir de l'An-32.                                                 |
| An-140               |              | 1997        | Court-courrier, prévu pour remplacer l'An-24.                                                |
| An-148               |              | 2004        | (anc. An-174) ; An-74 agrandi et modernisé avec moteurs sous les ailes.                      |
| An-158               |              | 2010        | Transporteur régional de 99 passagers.                                                       |
| An-168               |              |             | Variante d'affaire de l'An-148                                                               |
| An-171               |              |             | An-70 allongé.                                                                               |
| An-174               |              |             | An-74 élargi avec moteurs sous les ailes.                                                    |
| An-178               |              | 2015        | Avion de transport militaire fait à partir de l'An-158.                                      |
| An-180               |              | annulé      | Moyen-courrier (projet inachevé).                                                            |
| An-181               | Handiwork    |             | Avion expérimental.                                                                          |
| An-188               |              |             | Avion de transport fait à partir de l'An-70.                                                 |
| An-218               |              | annulé      | Transporteur lourd (projet inachevé).                                                        |
| An-225               | Mriya        | 1988        | Transporteur lourd (le plus gros avion du monde). Détruit en 2022.                           |
| An-318               |              | annulé      | Un avion triréacteur pour concurrencer le Dc-10 et L-1011 tristar.                           |
| An-325               |              | annulé      | Amélioration planifiée de l'An-225.                                                          |
| An-418               |              | annulé      |                                                                                              |
| An-714               |              | 1970        | Modification de l'An14 avec un train d'atterrissage à coussin d'air.                         |
| GPS                  |              |             | Bimoteur léger de transport.                                                                 |
| OKA-38               | Aist         |             | Copie du Fieseler Fi-156.                                                                    |
| Li-2V                |              |             | Un avion de recherche haute altitude converti à partir du Lissounov Li-2.                    |
| SKV                  | Partizanskii |             | Base pour l'An-14.                                                                           |
| T-2M                 | Maverick     |             | ULM tricycle pour le vol de loisir et les forces spéciales.                                  |
| VP                   | Utka         |             | Remorqueur expérimental.                                                                     |
| Horlytsia            |              |             | projet de drone de ciblage et de reconnaissance                                              |
| Strategic UAS        |              |             | Projet de drone de reconnaissance et d'attaque au sol                                        |
| Aerial Target System |              |             | projet de drone cible d'entraînement                                                         |